# Double Chooz
Double Chooz est une expérience d'oscillation des neutrinos à grande ligne de base, située à Chooz dans les Ardennes et coordonnée par Hervé de Kerret. Son objectif est de mesurer ou établir une limite sur θ13, un paramètre de la matrice PMNS d'oscillation des neutrinos. Ce paramètre est responsable de l'oscillation du neutrino-électron en un autre type de neutrino. L'expérience utilise des réacteurs de la centrale nucléaire de Chooz comme source de neutrinos. Double Chooz est le successeur de l'expérience Chooz, qui a obtenu la meilleure limite jusqu'en 2012 sur le paramètre θ13.

## Histoire
Le projet Chooz, puis Double Chooz, est né en 2003. À l'initiative de chercheurs du CEA et du CNRS, ce projet bénéficie d'une coopération internationale : 150 chercheurs environ, de trente-cinq équipes de huit pays différents (Allemagne, Angleterre, Brésil, Espagne, États-Unis, France, Japon et Russie). Thierry Lasserre dirige les équipes du CEA, et Hervé de Kerret, du CNRS, supervise l'ensemble. En 2009, un premier détecteur a été installé sous la responsabilité de Patrick Perrin CEA, réutilisant un laboratoire souterrain, construit par EDF dans les années 1990 à 1 kilomètre des cœurs des réacteurs de la centrale de Chooz. 
En novembre 2011, les premiers résultats de l'expérience ont été présentés à la conférence LowNu à Séoul. De premiers indices pour une valeur non nulle de θ13. En mars 2012, toutefois, l'expérience concurrente de Daya Bay a indiqué avoir trouvé la valeur de θ13, gagnant la course pour découvrir ce dernier paramètre.
Depuis lors, une concurrence mondiale entre les différentes expériences en cours s'est engagée pour mesurer le troisième angle de mélange des neutrinos, avec une plus grande précision. À Chooz, un second détecteur de neutrinos a été inauguré le 25 septembre 2014,pour permettre aux équipes de Double Chooz de continuer à participer à cette compétition scientifique.

### Webographie
- (en) M. Apollonio et al., « Search for neutrino oscillations on a long base-line at the CHOOZ nuclear power station », 2003.
- (en) M. Goodman, T. Lasserre, « Double Chooz: A Search for the Neutrino Mixing Angle θ13 »,‎ 2006.
- (en) « Double Chooz. 11th Pisa Meeting (a l’Isola d’Elba) », sur le site agenda.infn.it, mai 2009.
- « L’Experience Double Chooz », sur le site www.apc.univ-paris7.fr, 23 novembre 2009.
- « Inauguration du deuxième détecteur de neutrinos de l'expérience Double Chooz », sur le site du CNRS, 25 septembre 2014.
- « Recherche : Chooz au cœur de la recherche scientifique mondiale - », sur le site du Conseil général des Ardennes.